# オンラインゲーム すごい攻略やってます。
『オンラインゲーム すごい攻略やってます。』（オンラインゲーム すごいこうりゃくやってます）は、双葉社が発行しているムック形式のオンラインゲーム攻略雑誌。略して「すご攻。」（すごこう）（一般には末尾の「。」を略し「すご攻」と記す例も多い）とも呼ばれる。本誌および双葉社公式サイトの本誌案内ページではタイトルの「すごい」と「攻略」との間に小さなフキダシで「この1冊でおk!」（Vol.1）「発刊3周年!!」（Vol.17）など各刊毎に異なる文言が入れられるが、これは誌名には含まれない。

## 概要
創刊は2004年6月9日。Vol.1からVol.4まで刊行周期は一定しなかったが、2005年06月10日発売のVol.5以降は偶数月10日発行の隔月誌となった。判型はAB判（257mm×210mm）で無線綴じ、2006年08月10日発売のVol.12までは160ページ、定価980円だったが、同年10月10日発行のVol.13以降はページ数を176ページに増し、定価1050円となった。2009年4月10日発売のFINALの号で休刊となった。
日本国内で運営されているオンラインゲームについて、家庭用ゲーム機やPCゲームなどのゲーム情報誌同様に豊富な画像を使って、注目の新作情報や、プレイの流れ、手助けとなる情報を掲載する情報誌である。特に人気の高いタイトル（後述）については連載特集を組み、専任記者によるプレイを通じてアップデート毎の詳細情報やいわゆる狩場情報、アイテム情報、イベント情報などを紹介したり、各タイトル毎のプレイ日記風の漫画や、例えば著名なラグナロクオンラインプレイヤーである声優緑川光によるコラムなども掲載されている。また、後述するとおり、派生刊行物として各ゲーム毎の攻略情報誌やオンラインゲームに関する漫画誌、そこから派生した単行本も存在する。

## 攻略記事が詳細に載っているゲーム

### 特集連載されているゲーム
- 信長の野望Online
- マビノギ
- モンスターハンター フロンティア オンライン
- ラグナロクオンライン
- リネージュII

### 短期連載されたゲーム
- エミル・クロニクル・オンライン
- ファイナルファンタジーXI
- ファンタシースターオンライン
- プロサッカークラブをつくろう!ONLINEなど

## 派生刊行物

### 超すごい攻略やってます。
各オンラインゲームタイトルに特化した攻略情報を扱う。

#### リネージュII
- リネージュII すごい攻略やってます。／2005年3月24日／定価1400円／AB判127ページ
- リネージュII 超すごい攻略やってます。 ／2006年3月30日／1470円 AB判
- リネージュII 超すごい攻略やってます。 ver.クロニクル5／2006年11月24日／定価1470円 AB判127ページ
- リネージュII 超すごい制作レシピブック ／2006年11月24日／定価1470円 AB判127ページ
- リネージュII 超すごい攻略やってます。 Ver.ファーストスローンPlus／2008年6月26日／定価1500円 AB判

#### ラグナロクオンライン
- ラグナロクオンライン 超すごい攻略やってます。 vol.1 ／2005年12月22日／定価1050円 AB判127ページ
- オンラインゲームすごい攻略やってます。責任編集 ラグナロクオンライン 超すごいステ振り読本 ／2006年9月26日／定価1365円 AB判127ページ
- ラグナロクオンライン 超すごい攻略やってます。 vol.2 ／2006年12月25日／定価1365円 AB判127ページ

#### マビノギ
- マビノギ 超すごい攻略やってます ハピ☆マビ ／2007年5月24日／定価2100円 AB判127ページ
- マビノギ 超すごい攻略やってます ハピ☆マビ Vol.2 ／2008年5月22日／定価2100円 AB判128ページ
- マビノギ 超すごい攻略やってます ハピ☆マビ Vol.3 ／2009年7月18日／定価2100円 AB判127ページ
- マビノギ 超すごい攻略やってます ハピ☆マビ Vol.4（仮） ／2010年1月（予定）／定価未定

### マンガもどうだ!!
オンラインゲームに関する漫画を扱う。
- オンラインゲーム すごい攻略やってます。 マンガもどうだ!! vol.1／2006年9月11日／定価980円 AB判162ページ

### 単行本
『すご攻。』連載漫画の単行本。
- ラグナロクオンライン ROってますか?（成原とんみ・2006年12月26日発売）ISBN 9784575940565
- マビノギマンガ2本立て まびるる&どきどきマビ☆ライフ!（天童まくら・みずきひとし・2009年1月14日発売）ISBN 9784575301014